# Microplocia tonkinensis
Microplocia tonkinensis là một loài bọ cánh cứng trong họ Cerambycidae.